# Karen Mason
Karen Mason (New Orleans, ...) è un'attrice, cantante e cabarettista statunitense.
Ha recitato a Broadway nei musical Play Me a Country Song (1982), Jerome Robbins' Broadway (1989), Sunset Boulevard (1994), Mamma Mia! (2001; candidata al Drama Desk Award), Hairspray (2008) e Wonderland (2011).